# Marco Mathis
Marco Mathis (Tettnang, 7 de abril de 1994) es un ciclista alemán.

## Palmarés

### Ruta
2016
- Campeonato Mundial Contrarreloj sub-23

### Pista
2016
- Campeonato de Alemania en Persecución
- Campeonato de Alemania en Persecución por equipos

## Resultados en Grandes Vueltas
| Carrera | Carrera         | 2013 | 2014 | 2015 | 2016 | 2017 | 2018 | 2019 | 2020  |
| ------- | --------------- | ---- | ---- | ---- | ---- | ---- | ---- | ---- | ----- |
|         | Giro de Italia  | —    | —    | —    | —    | —    | —    | —    | 130.º |
|         | Tour de Francia | —    | —    | —    | —    | —    | —    | —    | —     |
|         | Vuelta a España | —    | —    | —    | —    | —    | —    | —    | —     |

—: no participa 

Ab.: abandono 